# 1563 en musique classique
| \| • Retour à la chronologie générale de la musique classique • \| |
| Grèce • Rome • Haut Moyen Âge • VIIIe siècle • IXe siècle • Xe siècle • XIe siècle XIIe siècle • XIIIe siècle • XIVe siècle • XVe siècle • XVIe siècle • XVIIe siècle XVIIIe siècle • XIXe siècle • XXe siècle • XXIe siècle |
| • Retour à la chronologie générale de la musique classique • |

| Années en musique classique : 1560 - 1561 - 1562 - 1563 - 1564 - 1565 - 1566    |
| Décennies en musique classique : 1530 - 1540 - 1550 - 1560 - 1570 - 1580 - 1590 |

## Événements
- 4 décembre : clôture du Concile de Trente (1545-1563). En musique, sans condamner la polyphonie, le Concile prône une meilleure compréhension du texte, le recours à une expression grave par opposition au style madrigalesque et rejette les messes parodiques par l'utilisation de chansons profanes
- Roland de Lassus, compositeur franco-flamand, obtient le poste de maître de chapelle à Munich, fonction qu'il occupera jusqu'à sa mort en 1594.

## Œuvres
- Cantionum musicarum, de Joannes de Latre, publié à Düsseldorf.

## Naissances
- Filipe de Magalhães, compositeur polyphoniste portugais († 1653).
- John Dowland, compositeur et luthiste britannique († 20 février 1626).
- vers 1632-1633 : Jehan Titelouze, organiste et compositeur français († 25 octobre 1633).
- Corneille Verdonck, compositeur franco-flamand († 5 juillet 1625).

## Décès
- 2 février : Hans Neusidler, compositeur et joueur de luth allemand (° en 1508 ou 1509).

vers 1563 :
- Paolo Animuccia, compositeur italien (° vers 1500).